# ام‌وی کاپتینیس
ام‌وی کاپتینیس (به انگلیسی: MV Captayannis) یک کشتی بود که طول آن ۳۹۶ فوت (۱۲۱ متر) بود. این کشتی در سال ۱۹۴۶ ساخته شد.